# Достатньо часу для кохання
«Достатньо часу для кохання» (англ. Time Enough for Love: The Lives of Lazarus Long) — науково-фантастичний роман Роберта Гайнлайна.

## Сюжет
Роман має нелінійний сюжет, фактично він складається з декількох самостійних повістей і оповідань, об'єднаних єдиною канвою. Головний герой — найстаріший представник людської раси — Лазарус Лонг, який прожив на момент дії роману понад 2000 років (дія обрамляючої сюжетної лінії розгортається в 4325-му земному році, Лазарус Лонг — Вудро Вільсон Сміт, народився в 1912 році). Структура змісту вибудувана як симфонічний твір, починаючись прелюдією. Контрапункт переривається двома інтермедіями, а також 17-ма «варіаціями на тему». Роман завершується кодою, її чотири глави позначені нотним записом.
Розповідь про людину, яка була занадто лінивою, щоб помилятись (англ. The Tale of the Man Who Was Too Lazy to Fail)
Друга із «варіацій на тему». Основа сюжету — доля кадета ВМФ США напередодні Першої світової війни. Девід, так звали кадета, зумів піднятися до самих вершин кар'єрного росту в морській авіації, уникнувши при цьому будь-яких реальних зусиль. При цьому він винайшов автопілот і став адміралом. Вийшовши у відставку, він зумів скористатися перевагами «Закону про регулювання сільського господарства», отримуючи величезний прибуток з того, що не обробляв свої землі. Весь вільний час він проводив у гамаку у себе в саду, перечитавши всі книги про Стародавню Грецію, які зумів знайти в бібліотеці штату.
Повість про двійнят, які не були близнюками (англ. The Tale of the Twins Who Weren’t)
Міститься у «варіаціях на тему» з VI по IX. Лазарус згадує історію, що сталася з ним за часів, коли він був міжпланетним торговцем. Перебуваючи на планеті із середньовічними звичаями, він з жалю купив пару рабів — брата і сестру Джо і Лліту, і негайно їх звільнив. Йому довелось виховувати їх як особистостей, оскільки вони не мали поняття ні про особисту гідність, ні про свої права. Лазарусу доводиться в буквальному сенсі вчити їх бути людьми. Цей сюжет перегукується з романом Гайнлайна «Громадянин Галактики».
Під час польоту з'ясувалося, що Джо і Лліта були продуктом генетичних експериментів, і хоча мають однакових генетичних і фізичних батьків, але генетично ніяк не пов'язані між собою, отже, їх потомству не загрожували наслідки інбридингу. Работорговець перешкоджав їхнім інтимним стосункам, надівши на Лліту пояс вірності. Лазарус заохотив їхній шлюб, і поселив Джо і Лліту на вільній планеті, навчив їх вести справи, і поступово вони стали процвітаючими бізнесменами. В кінці історії Лазарус прийшов до висновку, що вони були його власними нащадками.
Повість про прийомну дочку The (англ. Tale of the Adopted Daughter)
Становить «варіації на тему» з X по XI. Повість починається поетичним описом (в дусі «Пісні про Гайавату») дикої планети, освоєнням якої займається Лазарус разом з групою колоністів. За образом життя цей світ найбільше нагадує Дикий Захід. З розвитком колонії Лазарус стає її банкіром і власником магазину припасів. Оскільки планета колонізується звичайними людьми, довгожитель-говардіанець Лазарус змушений приховувати свій вік і штучно старить себе.
Під час пожежі Лазарус рятує Дору і стає її опікуном. Досягнувши повноліття, Дора вже знає секрет Лазаруса, виходить за нього заміж, і вони вирушають в довгу й небезпечну подорож через гори, щоб на порожньому місці почати освоєння прерії. Більшу частину повісті займає опис робінзонади Лазаруса, Дори та їхніх дітей. В підсумку на місці їхньої ферми засновують процвітаюче місто. Однак Дора не була довгожителькою, і її смерть від старості стала страшним ударом для Лазаруса.
Добрая пристань (англ. Boondock)
XIII «варіація на тему». У цій новелі Лазарус знову знаходить волю до життя і поселяється на планеті Тертіус, недавно освоєній жменькою говардіанців. Тут описані сімейні звичаї говардіанців: сім'я Лазаруса поліаморна, включає трьох чоловіків, трьох жінок і велике число дітей, двоє з яких — близнючки, що є клонами Лазаруса жіночої статі. Троє дорослих працюють реювеналізаторами, саме вони останній раз омолодили і не дали померти Лазарусу, часом проти його волі. Одна з жінок — Міневра, ще донедавна була штучним інтелектом, що отримав почуття в результаті прояву любові людей до неї.
Da Capo
Заключна частина роману сюжетно не пов'язана з попередніми. Бажаючи випробувати нові відчуття, Лазарус бере участь в експерименті з переміщеннями назад в часі, і вирішує відвідати місто свого дитинства у 1919 році. Помилка в розрахунках закидає його у 1916 рік — напередодні вступу США в Першу світову війну. Потрапивши в рідну домівку (маленькому Вудро Вільсону Сміту було тоді 4 роки), Лазарус закохується у власну матір. Щоб зберегти її повагу до себе і відвести підозри власного діда, він вербується в армію.
Взаємний потяг Лазаруса та його матері Морін, завершється інтимними стосунками напередодні його відбуття на фронт.
Смертельно поранений на Західному фронті, він був підібраний і врятований своїми нащадками з Тертіуса. Роман закінчується словами: «Ти не можеш померти».
З нотаток Лазаруса Лонга
Дві «інтермедії» роману, кожна довжиною в 6-8 сторінок, складаються зі списків провокаційних фраз і афоризмів, які не пов'язані з головним сюжетом.

## Зв'язок з іншими творами Гайнлайна
- Лазарус Лонг та говардіанці є головними героями роману Гайнлайна «Діти Мафусаїла».
- В XIV «варіації на тему» міститься коротке резюме долі зорельота «Авангард», з роману «Пасинки неба».
- Коротко в романі резюмується зміст попереднього роману Гайнлайна — «Я не буду боятися злого».
- Сім'я Лазаруса Лонга є персонажами наступному романі «Число звіра».
- Повне розкриття історичних сюжетів «Da Capo» міститься в останньому романі Гайнлайна «Відплисти за захід сонця».

## Нагороди та номінації
- 1973 року номінувався на премію «Неб'юла».

- 1974 року номінувався на премії «Г'юго» та «Локус».

- 1998 року роман був нагороджений літературною премією «Прометей» в номінації «Зал слави».

## Цитати
|  | Людина повинна вміти поміняти підгузок, спланувати вторгнення, заколоти свиню, вести корабель, побудувати будинок, написати сонет, підбити баланс, побудувати стіну, вправити кістку, утішити вмираючого, віддати наказ, виконати наказ, діяти разом і поодинці, розв'язати рівняння, аналізувати нову проблему, розкидати перегній, запрограмувати комп'ютер, приготувати смачну страву, битись і перемогти, вмерти з гідністю. Спеціалізованість — то для комах. Оригінальний текст (англ.) A human being should be able to change a diaper, plan an invasion, butcher a hog, conn a ship, design a building, write a sonnet, balance accounts, build a wall, set a bone, comfort the dying, take orders, give orders, cooperate, act alone, solve equations, analyze a new problem, pitch manure, program a computer, cook a tasty meal, fight efficiently, die gallantly. Specialization is for insects. |

|  | Якщо у всесвіті є серйозніша річ, чим лежати на жінці, котру кохаєш, і робити їй дитину з її щирою допомогою, я про таку не чув. Оригінальний текст (англ.) If the universe has any purpose more important than topping a woman you love and making a baby with her hearty help, I've never heard of it. |

|  | Війна — занадто серйозна річ, щоб її навчали недосвічені. Оригінальний текст (англ.) War is too serious a matter to be taught by the inexperienced. |

|  | Не ускладнюй життя своїм дітям, намагаючись полегшити його. Оригінальний текст (англ.) Do not handicap your children by making their lives easy. |